# 邪惡分身
邪惡分身是一種普遍存在於西方大眾文化的概念〈尤其是影劇作品〉中，意指一個跟自己完全一樣能力也一樣的分身；但是個性和價值觀卻完全相反，產生的原因可能是魔法或科幻因素，也有可能是真正的雙胞胎但是個性卻不同。這種劇情的設計基礎在於心理學中人對於超越自我和克服自我的深層不安，將其擬人化出來後容易得到觀眾理解和共鳴，且許多英雄劇情設計中主角都是每戰必勝，觀眾對於能力和主角一樣的對手出現會發生什麼也有引人入勝的期待感。